# Herschel Grynszpan
Herschel Feibel Grynszpan (in tedesco anche: Hermann Grünspan; in yiddish: הערשל פײַבל גרינשפּאן; Hannover, 28 marzo 1921 – ...) è stato un rifugiato ebreo polacco che il 7 novembre 1938, appena diciassettenne, uccise a Parigi il diplomatico Ernst vom Rath.
L'omicidio servì al Terzo Reich da pretesto per scatenare la Notte dei cristalli, un pogrom nelle città della Germania contro gli ebrei nella notte tra il 9 ed il 10 novembre del 1938.
Sequestrato dalla Gestapo dopo l'invasione tedesca della Francia, venne trasferito in Germania. Il suo destino rimane sconosciuto. Sebbene si sia presunto che non fosse sopravvissuto alla fine della seconda guerra mondiale, nel dicembre 2016 The Guardian ha pubblicato una foto - ritrovata al Museo Ebraico di Vienna - che sembra ritrarre Grynszpan ancora vivo in un campo di profughi a Bamberga, in Germania, il 3 luglio 1946.
Già nel 1957, lo storico tedesco Helmut Heimer scrisse in un articolo che Grynszpan, deportato nel campo di concentramento di Sachsenhausen, sopravvisse; Egon Larsen, due anni più tardi, ha sostenuto che avesse cambiato nome e, con una nuova identità segreta, lavorasse a Parigi come meccanico in un garage e si fosse sposato.
Nel 1960 i genitori di Grynszpan lo dichiararono morto, ma nel 1961 il padre precisò "non ho trovato prove che sia sopravvissuto".
Lo scrittore ed editorialista del Los Angeles Times Jonathan Kirsch gli ha dedicato una biografia intitolata The Short, Strange Life of Herschel Grynszpan.

## Primi anni
Nato ad Hannover il 28 marzo 1921 è il minore di sei figli, solo tre dei quali sopravvissuti all'infanzia; uno nasce morto, la sorella Sophie muore a 14 anni nel 1928 di scarlattina, mentre Salomon muore a 11 anni nel 1931 in un incidente stradale.
I suoi genitori (Sendel e Riva, chiamata anche Berta) erano ebrei polacchi emigrati dalla Polonia nel 1911. Divenuti a tutti gli effetti cittadini polacchi dopo la prima guerra mondiale, mantennero questa cittadinanza anche durante gli anni della loro residenza in terra tedesca; Herschel, pur essendo nato in Germania, ebbe sempre e solo la cittadinanza polacca. Il padre conduceva una piccola sartoria, impiego questo che gli permetteva seppur modestamente di sopravvivere e mantenere la numerosa famiglia.
Dopo aver frequentato la scuola statale fino ai 14 anni prosegue gli studi in una yeshivah (o seminario rabbinico) a Francoforte sul Meno, dove impara la lingua ebraica e si perfeziona nella conoscenza della Torah; ma, dopo solo poco più di un anno torna a casa e fa domanda per poter emigrare in Palestina, ma viene scartato in quanto troppo giovane. I genitori decidono allora di mandarlo a vivere con gli zii, Abraham e Chawa Grynszpan, a Parigi: ottenuto un passaporto polacco ed il permesso di recarsi in Belgio, entra illegalmente (non avendo sostegno finanziario, gli ebrei difatti non possono portar soldi all'estero) in Francia nel settembre del 1936.
A Parigi vive in una piccola enclave yiddish abitata da ebrei ortodossi. Trascorre i due anni successivi cercando di ottenere una residenza legale in Francia - senza la quale non avrebbe mai potuto né studiare né lavorare - ma viene respinto dai funzionari francesi. Nell'aprile 1937 gli scade il permesso di soggiorno e nel gennaio 1938 il passaporto, rimanendo così senza più alcun documento legale a disposizione.
La prefettura di polizia stabilisce intanto che non sussiste alcuna base per la sua richiesta di permanenza nel Paese e gli intima di lasciare la Francia. Nel frattempo la Polonia aveva promulgato una legge che privava della cittadinanza quei cittadini che avevano vissuto ininterrottamente all'estero per più di 5 anni; conseguentemente Herschel diventa a tutti gli effetti un apolide; non avendo nessuna intenzione, né tanto meno voglia, di ritornare in Germania, decide di continuare a vivere a Parigi come clandestino.

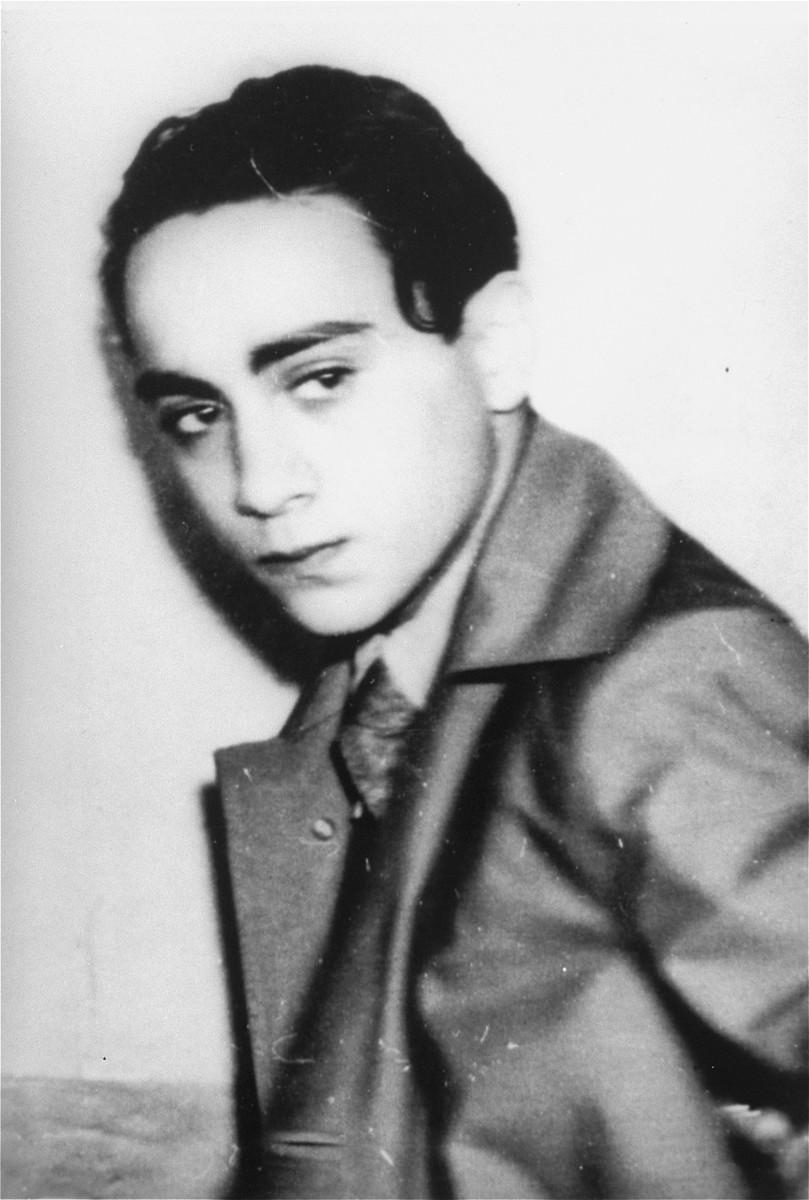
Herschel subito dopo l'omicidio.

## L'omicidio di Ernst vom Rath
Intanto la posizione della famiglia rimasta ad Hannover sembra farsi sempre più precaria. Ad ottobre venne a sapere che i suoi genitori, i fratelli e le sorelle stavano per essere deportati in Polonia dalle autorità naziste. Quando la Polonia rifiutò di accettarli, loro - con migliaia di altri deportati ebrei-polacchi - vennero abbandonati al confine.
Il 7 novembre di prima mattina Herschel si recò all'ambasciata tedesca, dove sparò tre colpi all'addome contro Ernst vom Rath, un giovane diplomatico. Vom Rath morì due giorni dopo. L'assassinio finì su tutte le prime pagine dei quotidiani tedeschi, su istruzione del Ministro della Propaganda Joseph Goebbels.
Grynszpan non fece alcun tentativo di resistere o fuggire e venne dunque immediatamente identificato e preso in custodia dalla polizia francese. Il giovane confessò la propria responsabilità dell'attentato a vom Rath (che era in condizioni critiche in ospedale), e ancora una volta sostenne che la motivazione che lo spinse a compiere tale gesto, fu quella di vendicare gli ebrei tedeschi perseguitati. In tasca aveva una cartolina rivolta ai suoi genitori in cui era scritto: "Con l'aiuto di Dio, miei cari genitori, non ho potuto fare altrimenti, che Dio mi perdoni, il cuore sanguina quando sento della vostra tragedia e quella dei 12 000 ebrei; devo fare in modo che tutto il mondo possa sentire la mia protesta. Perdonatemi, Herschel. .
Dopo il suo arresto Grynszpan disse alla polizia parigina: «Essere ebreo non è un crimine. Io non sono un cane. Io ho il diritto di vivere ed il popolo ebraico ha il diritto di esistere su questa terra. Dovunque sia stato sono stato inseguito come una bestia».

## Conseguenze
Nonostante gli sforzi congiunti dei sanitari francesi e tedeschi, tra cui Karl Brandt (medico personale di Adolf Hitler), vom Rath muore il 9 novembre a ventinove anni. L'assassinio di vom Rath viene usato come giustificazione per pianificare e lanciare un massiccio pogrom contro le comunità ebraiche tedesche, passato alla storia come la Notte dei cristalli. Il giorno della morte di Rath è stato il quindicesimo anniversario del Putsch di Monaco del 1923, oltre che il ventesimo della sconfitta tedesca nella grande guerra.
Il 17 novembre, alla salma di vom Rath vengono concessi gli onori del funerale di stato, che si svolge con una notevole pubblicità mediatica a Düsseldorf alla presenza dello stesso Hitler visibilmente commosso; vi partecipa anche il ministro degli Esteri Joachim von Ribbentrop: nella sua orazione funebre, Ribbentrop descrive la sparatoria come un attacco da parte degli ebrei sul popolo tedesco: "Comprendiamo la sfida, e la accettiamo", dice.

## Teoria sul movente passionale
Esistono due teorie sulle motivazioni di Grynszpan; la prima propone che egli si recò all'ambasciata tedesca e con rabbia colpì il primo tedesco che gli si parò dinnanzi. Una variante a questa teoria afferma che egli confuse vom Rath con l'ambasciatore tedesco Graf Johannes Welczek. Questa ipotesi, di Grynszpan che agisce sotto l'influsso della rabbia procurata dalla persecuzione della propria famiglia, è ancora oggi considerata quella maggiormente accettata.
La seconda teoria, più controversa, afferma che Grynszpan conoscesse vom Rath ed intendesse ucciderlo. Nel 2001 il professor Hans-Jürgen Döscher, un affermato storico tedesco del periodo ed autore del libro Reichskristallnacht, pubblicò alcuni documenti che a suo parere dimostravano che Grynszpan e vom Rath fossero amanti.
Conformemente a questa spiegazione, vom Rath era ben conosciuto a Parigi come omosessuale, soprannominato Madame Ambassadeur e Notre Dame de Paris nei circoli gay parigini. Secondo Döscher, egli incontrò Grynszpan nel locale omosessuale Le Bœuf sur le Toit, anche se non è ancora chiaro se Grynszpan fosse realmente interessato o se volesse solo sfruttare la propria indubbia avvenenza per conquistarsi le grazie di un amico influente. Nelle parole di Döscher, vom Rath avrebbe promesso di utilizzare la propria influenza per regolarizzare la posizione di Grynszpan in Francia, e quando si tirò indietro Grynszpan sarebbe andato all'ambasciata per ucciderlo.
A supporto delle proprie idee, Döscher riporta alcuni estratti del diario dello scrittore francese André Gide, omosessuale e ben informato sul gossip omosessuale parigino. Scrive Gide: «Risulterebbe da fonte certa che il funzionario d'ambasciata von (sic) Rath che è stato assassinato da poco aveva delle relazioni molto intime con il suo piccolo ebreo assassino», e successivamente «L'idea che un rappresentante del Terzo Reich, che è stato appena glorificato, peccasse due volte agli occhi delle leggi del proprio Paese, è abbastanza buffa».
Lo scrittore statunitense Ron Roizen, tuttavia, asserisce che o Grynszpan o i suoi avvocati costruirono artificiosamente la storia della relazione amorosa dopo l'omicidio di vom Rath con lo scopo di alleggerire la posizione difensiva di Grynszpan, screditando il proprio amante all'interno del clima di omofobia allora imperante nella Germania nazista. Joseph Goebbels, il potente ministro della propaganda tedesco, accreditò la versione di una tattica difensiva sul suo diario in data 5 aprile 1942.
Annotazione tratta dai Diari di Goebbels in data 5 aprile 1942:
Ho molto lavoro per preparare il processo Grynszpan. Il ministero della giustizia ha deciso di accusare l'ebreo Grynszpan in base al paragrafo 175 (la legge tedesca contro l'omosessualità).
Finora Grynszpan ha sempre affermato, a ragione, di non aver mai conosciuto il consigliere della legazione che ha ucciso. Adesso esiste una sorta di lettera anonima di un profugo ebreo che lascia aperta la possibilità che ci fosse stato un rapporto omosessuale tra Grynszpan e vom Rath. È un'accusa assurda, tipicamente ebraica. Il ministero della giustizia comunque non ha esitato a includere questa accusa e girarla all'accusato.
Questo mostra una volta di più quanto follemente i nostri esperti legali abbiano agito in questo caso, e quanto sia miope affidare qualsiasi questione politica nelle mani dei giuristi.

## Prigionia

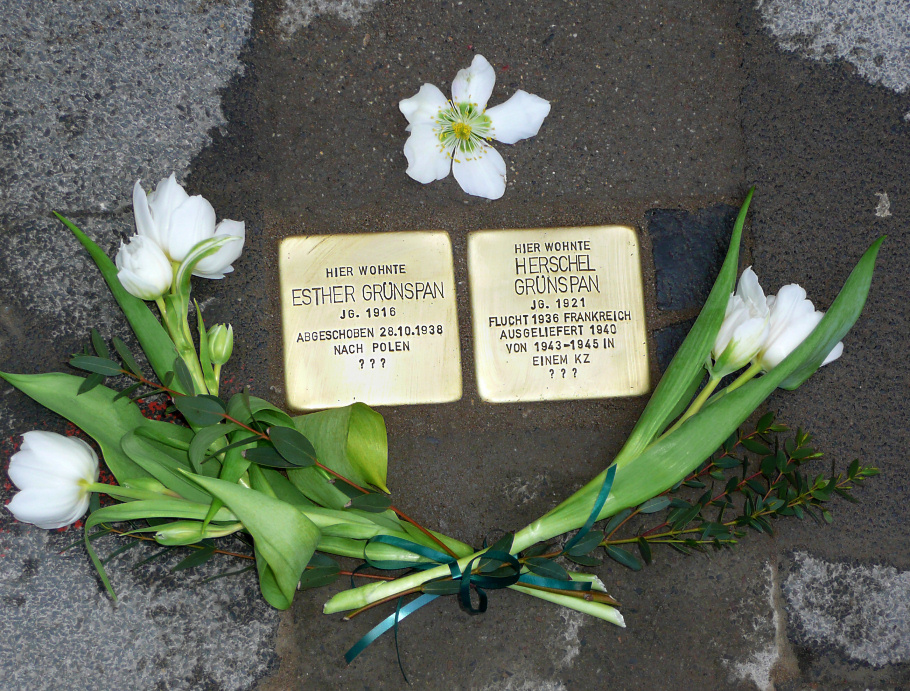
Tomba ideale di Herschel e della sorella, nel sito del monumento dei deportati ebrei di Hannover.

Grynszpan viene imprigionato nella prigione minorile di Fresnes mentre le autorità francesi decidono come procedere contro di lui. Egli non era legalmente residente in Francia, era minorenne, e sussistevano diversi dubbi che fosse possibile provare l'omicidio. La Francia, inoltre, era in quel periodo governata dal Fronte Popolare di ispirazione socialista e il Presidente del consiglio, Léon Blum, era ebreo e un'importante figura nel panorama politico francese. Questo governo non poteva certo estradare Grynszpan verso una morte certa in Germania ed egli, in ogni caso, non era cittadino tedesco.
Come conseguenza della Notte dei cristalli il caso di Grynszpan ricevette una grande pubblicità in Europa e negli Stati Uniti; l'opinione pubblica ebraica rimase generalmente colpita negativamente dal suo gesto, ma operò anche in suo soccorso. Oltre 30 000 dollari vennero donati per la sua difesa ed inoltre venne assunto un importante avvocato. Ma Grynszpan era ancora in prigione in attesa del giudizio quando le armate tedesche, dopo lo scoppio del secondo conflitto mondiale, si avvicinarono a Parigi nel giugno 1940.
Le autorità francesi evacuarono i detenuti parigini verso il sud del Paese e Grynszpan si trovava nella prigione di Bourges quando la Francia si arrese alla Germania. Il 18 luglio 1940 Grynszpan venne prelevato, probabilmente dalla Gestapo, ed inviato in Germania. Apparentemente l'intenzione di Goebbels fu di trasformare il processo a Grynszpan in uno spettacolo mediatico per provare la presenza di una «congiura internazionale ebraica» nell'omicidio di vom Rath e giustificare così all'opinione pubblica internazionale (ed in parte anche a quella tedesca) gli eccessi della Notte dei cristalli. Il piano venne però disatteso, come riportato nei Diari dello stesso Goebbels, dalle continue affermazioni di Grynszpan riguardo all'omicidio passionale.
Il destino di Grynszpan dopo il 1942 è incerto. Si presume sia stato deportato presso il campo di concentramento di Sachsenhausen, dove venne ucciso (o morì di stenti) prima del crollo della Germania nel 1945. Dopo la guerra circolarono persistentemente voci che lo volevano ancora vivo a Parigi sotto falso nome, ma non esiste alcuna prova certa. Grynszpan è stato dichiarato legalmente morto dal governo della Repubblica Federale Tedesca nel 1960. I suoi genitori, che l'avevano inviato "al sicuro" a Parigi, mentre loro e i suoi fratelli erano rimasti in Germania, sopravvissero alla deportazione in Polonia e riuscirono a fuggire in Unione Sovietica.

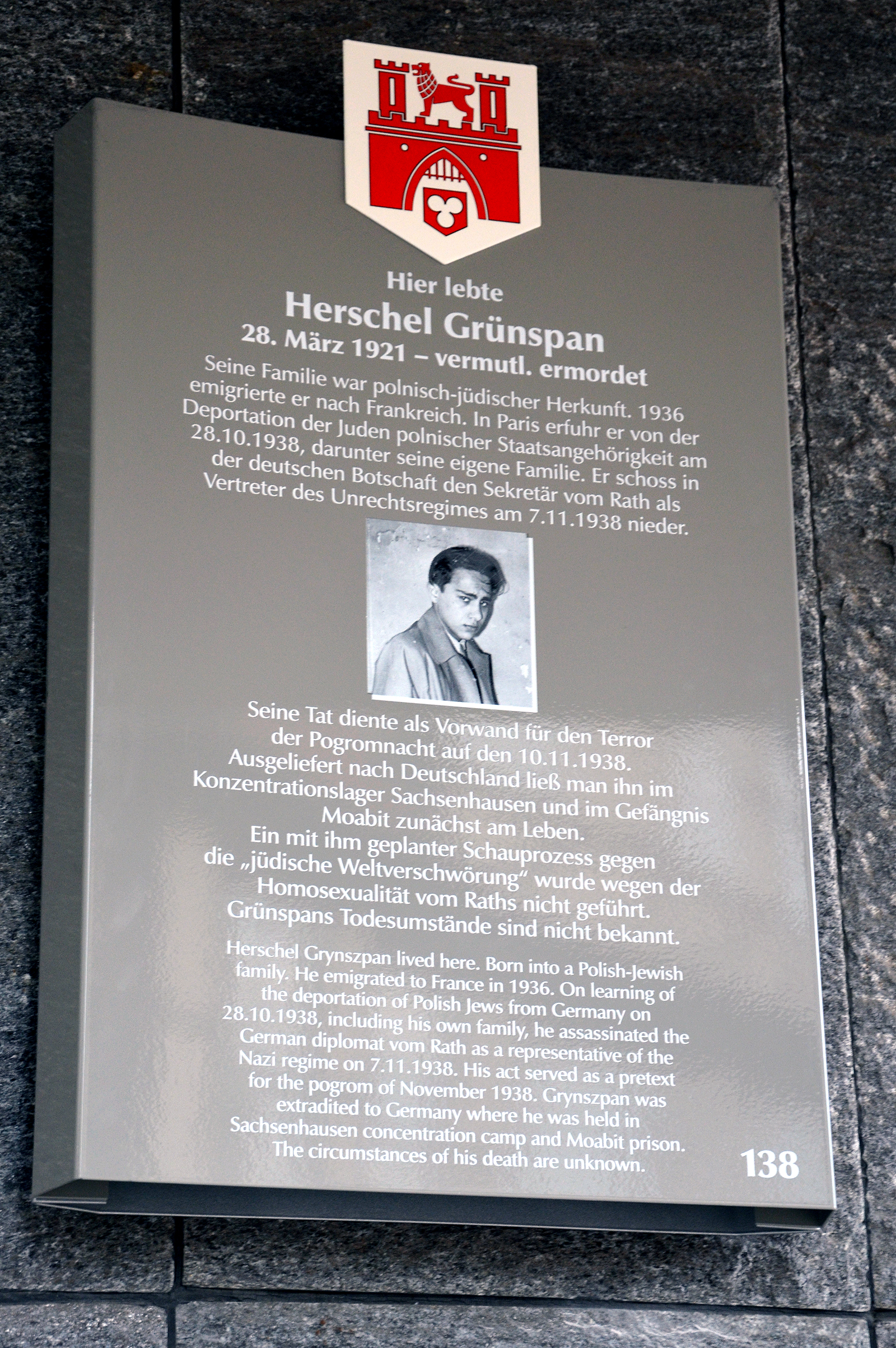
Targa fatta apporre nel 2013 sul muro dell'abitazione ove Herschel ha vissuto ad Hannover.

Nella targa fatta apporre dal comune di Hannover sul muro della casa in cui abitò con i genitori si può leggere: "Herschel Grynszpan ha vissuto qui. Nato in una famiglia ebreo-polacca. Emigrò in Francia nel 1936. Alla notizia della deportazione degli ebrei polacchi dalla Germania il 28/10/1938, tra cui anche la sua famiglia, ha assassinato il diplomatico tedesco vom Rath in quanto rappresentante del regime nazista il 7/11/1938. Il suo atto è servito come pretesto per il pogrom del novembre 1938. Grynszpan è stato estradato in Germania, dove è stato detenuto nel campo di concentramento di Sachsenhausen e nella prigione di Moabit. Le circostanze della sua morte sono sconosciute".